# 七字仔
七字仔，早期稱為歌仔調，又稱為七字調、七字仔調，為歌仔戲最具代表性的曲調之一。每段四句，每句七字，遂得此名。在歌仔戲劇中的使用比率十分高，為最典型的曲調。「身騎白馬走三關，改換素衣回中原，放下西涼沒人管，思念三姐王寶釧。」這是歌仔戲劇目《薛平貴》的最著名唱詞，即七字仔最典型的例子。
此曲調由錦歌「四空仔」變化而來，宜蘭地區將早期演唱的七字調稱為「四空仔七字調」。七字調伴奏使用樂器以殼仔弦為主，搭配笛子、大廣弦、月琴等。基本結構為每段4句、每句7字，唱詞結構為4字加3字形式。演唱者可於前述原則外，視表演需求加入虛字、襯字。其中一、二、四句押韻，第三句可押可不押。

## 曲調變化
七字仔曲調可透過以下變化，產生多元的情感表現：
- 速度調整：一般速度展現中性情感稱作「中板七字調」[6]。快板速度展現急切、生氣、愉悅情緒稱作「快板七字調」[8]，慢板呈現傷心、沮喪稱作「慢板七字調」[9]。
- 音高調整：配合演唱者音域，或角色狀態，可區別為七字高腔、中腔、低腔[3]。
- 結構變化：省去間奏稱作「七字連」，僅唱前兩句稱作「七字仔上爿」，僅唱後兩句稱作「七字仔下爿」[10]。
- 唱奏調整：將伴奏過門予以填詞演唱稱作「七字連空奏」[11]。將局部唱詞轉為唸白，形成半唸半唱的方式稱作「七字仔白」[12]。伴奏僅處理前奏、間奏、尾奏，但演唱時不伴奏稱作「七字清板」[6]。